# Phytoliriomyza consulta
Phytoliriomyza consulta este o specie de muște din genul Phytoliriomyza, familia Agromyzidae, descrisă de Spencer în anul 1986. Conform Catalogue of Life specia Phytoliriomyza consulta nu are subspecii cunoscute.